# シオドア・R・コグスウェル

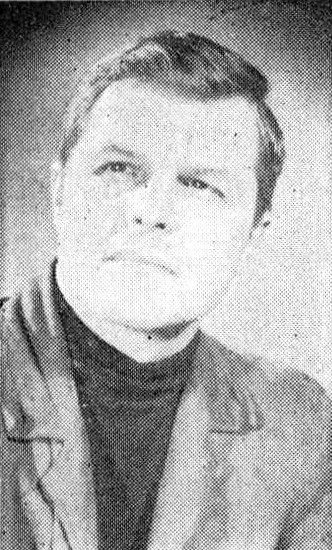
シオドア・R・コグスウェル

シオドア・R・コグスウェル（Theodore R. Cogswell、1918年3月10日 - 1987年2月3日）はアメリカ合衆国の短編SF作家。ペンシルベニア州生まれ。本業は大学教授であった。佳作家だが、代表作「壁の中」The Wall Around the World (1953）は有名。スペイン内戦では、共和国側のエイブラハム・リンカーン旅団に救急車の運転手として従軍した。

## 著書
- The Wall Aroud the World (1962) 短編集
  - 未訳
- The Third Eye (1968) 短編集
  - 未訳
- Spock, Messiah! (1976) チャールズ・スペーノ(Charles A. Spano, Jr)と共著
  - 南山宏訳『スター・トレック　救世主の反乱』徳間書店（1980年）として訳書あり
- The Friggin Falcon (1981) 詩集
  - 未訳
- PITFCS: Proceedings of the Institute for Twenty-First Century Studies (1993) 
  - 未訳

## 邦訳のある短編（雑誌掲載を除く）
- The Wall Aroud the World (1953) 「壁の中」
  - 南山宏訳、早川書房『世界SF全集32巻』(1969)に収録
  - 同上、芳賀書店『おかしな世界』(1972)に収録
  - 同上、講談社文庫『不思議な国のラプソディ』(1976)に収録
- Emergency Rations (1953) 「非常食料」
  - 南山宏訳、講談社『ミニミニSF傑作展』に収録
- You know Willie (1957) 「変身」
  - 吉田誠一訳、創元推理文庫『SFベスト・オブ・ザ・ベスト（下）』(1976)に収録
- Limiting Factor (1954) 「スーパーマンはつらい」
  - 浅倉久志訳、文化出版局『救命艇の叛乱』(1975)に収録
  - 同上、国書刊行会『グラックの卵』(2006)に収録
- Threesie (1955) 「スリージー」
  - 浜野アキオ訳、ちくま文庫『天使と悪魔の物語』(1995)に収録